# Desierto de Baja California

El Desierto de Baja California o Desierto Central de Baja California es una ecorregión de la Península de Baja California de México que se ubica en la central de la península de Baja California, y ocupa una parte de los estados de Baja California Sur y Baja California.

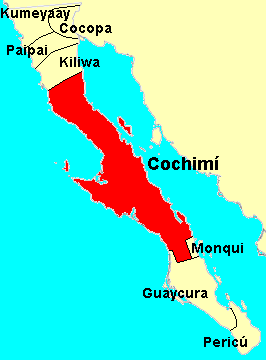
Desierto Central antigua zona Cochimí

## Geografía
La ecorregión abarca 77.700 kilómetros cuadrados e incluye la mayoría de la pendiente occidental de la Península. Está limitado al oeste por el Océano Pacífico y al este con la cordillera de la Independencia. Hacia el norte están la Sierra Juárez y San Pedro Mártir los bosques de pino-encino, donde un número de especies de árboles se encuentran incluidos la casi amenazada Palm California, y la zona de San Quintín. El desierto inicia, al norte desde el Rosario en el paralelo 30 norte,  incluye el Valle de los Cirios, la Sierra de San Borja, la población de Guerrero Negro al oeste de la península, junto a la Laguna Ojos de Liebre, el Desierto del Vizcaíno, y Sierra San Francisco hasta la oblación de San Ignacio en el paralelo 27° en Baja California Sur. 
El clima es seco y subtropical. Aunque las lluvias son escasas, su cercanía con el Océano Pacífico al oeste y el Golfo de California al este, ofrecen algo de humedad que modera la temperatura en comparación con otras zonas del desierto de Sonora, que se encuentra en la ladera este y norte de la cordillera de la Independencia.
La elevación es variable, que van desde cadenas de montañas en la parte centro-occidental (1000-1500), los llanos de la elevación de la mediana (300-600), y grandes extensiones de dunas costeras. En el Desierto de Baja California habitó la etnia cochimí.

## Rupestre
En esta ecorregión se encuentra localizado el Arte Rupestre Gran Mural, en las sierras de San Borja, Sierra de San Juan y de San Francisco.   

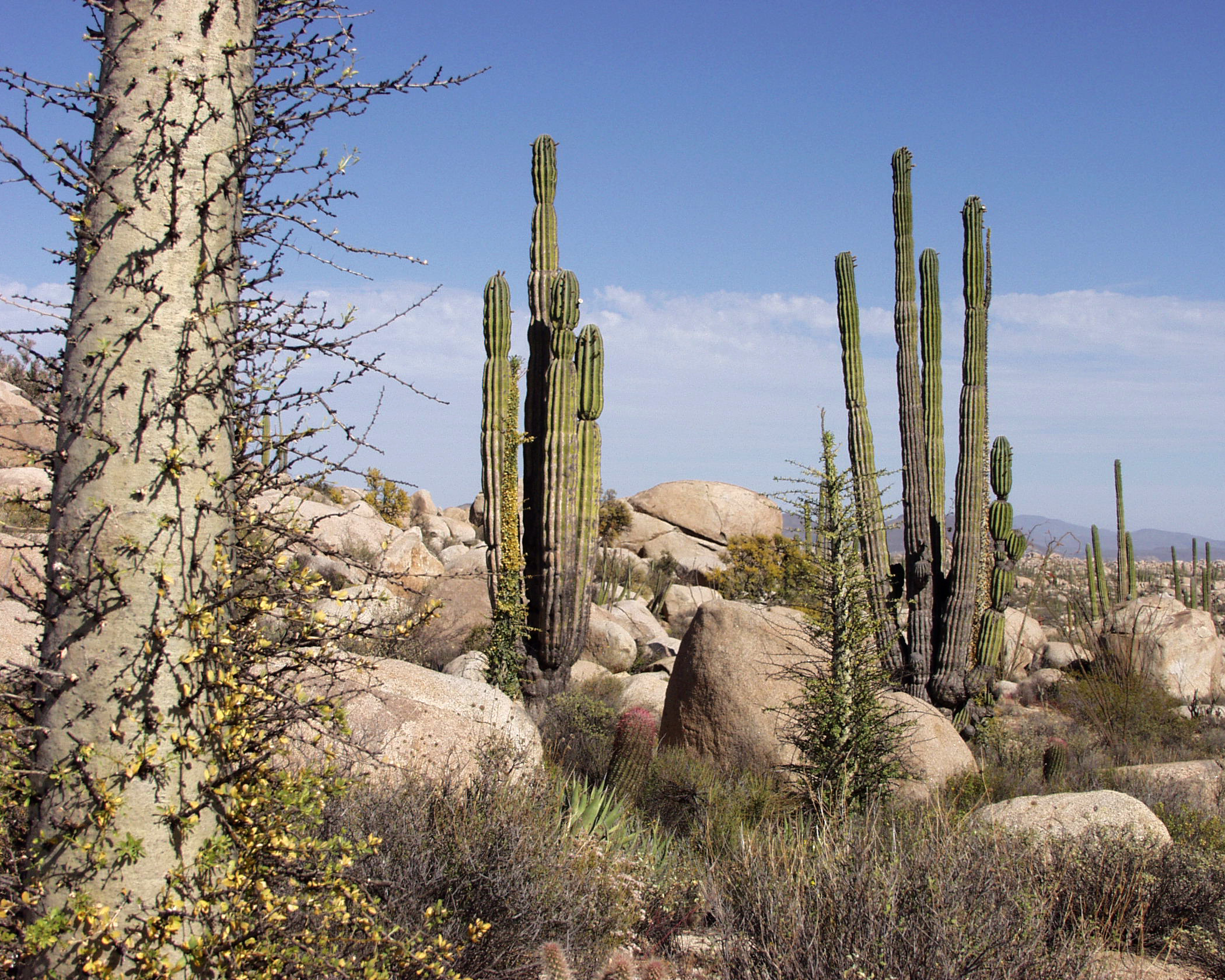
Vegetación típica del desierto.

## Flora
La ecorregión está cubierta por arbustos xerófilos (vegetación adaptada para vivir en un medio seco), que crean asociaciones diferentes según las condiciones de elevación y el suelo. La ecorregión cuenta con chaparrales y cerca de 500 especies de plantas vasculares, de las cuales algunas son endémicas, por ejemplo el árbol cirio, inclusive se ha denominado un área bajo ese nombre, Valle de los cirios. En el extremo sur de la península, se encuentra matorral xerófilo, dentro de la ecorregión de San Lucano . 